# Bataille de Homs (2024)
Pour les articles homonymes, voir Bataille de Homs.
Pour un article plus général, voir Offensive rebelle de 2024 en Syrie.
Guerre civile syrienne
Batailles
La bataille de Homs se déroule du 5 au 7 décembre 2024 pendant l'offensive rebelle de 2024 en Syrie, au cours de la guerre civile syrienne. Elle s'achève par la victoire des rebelles de Hayat Tahrir al-Cham et de l'Armée nationale syrienne, qui prennent la ville de Homs aux forces du régime syrien et de ses alliés.

## Contexte
Le 27 novembre 2024, le commandement des opérations militaires, qui coordonne les actions de Hayat Tahrir al-Cham (HTC) et d'autres factions armées, lance une offensive contre les forces pro-gouvernementales dans le nord-ouest de la Syrie.
Le 5 décembre, les rebelles s'emparent de la ville de Hama. Des milliers d'habitants de Homs fuient alors la ville alors que les forces de l'opposition se rapprochent. 
Le 6 décembre, des frappes aériennes israéliennes ciblent deux postes frontières avec le Liban, Arida et Jousieh, qui étaient utilisés comme centres de transfert d'armes pour les forces pro-gouvernementales du Hezbollah. L'aviation israélienne bombarde également le pont Al-Assi, près de la ville de Rableh.  

## Déroulement
Après la chute de Hama le 5 décembre 2024, les forces de l’opposition se sont positionnées à environ 40 kilomètres du centre-ville de Homs. Selon certaines informations, les forces gouvernementales se seraient retirées d'al-Rastan, tandis que la ville de Talbiseh est également tombée du contrôle du gouvernement à la suite des avancées de l'opposition. Les forces d'opposition ont mené des frappes de drones contre la 27e division de l'armée arabe syrienne près du village de Tir Ma'la. 

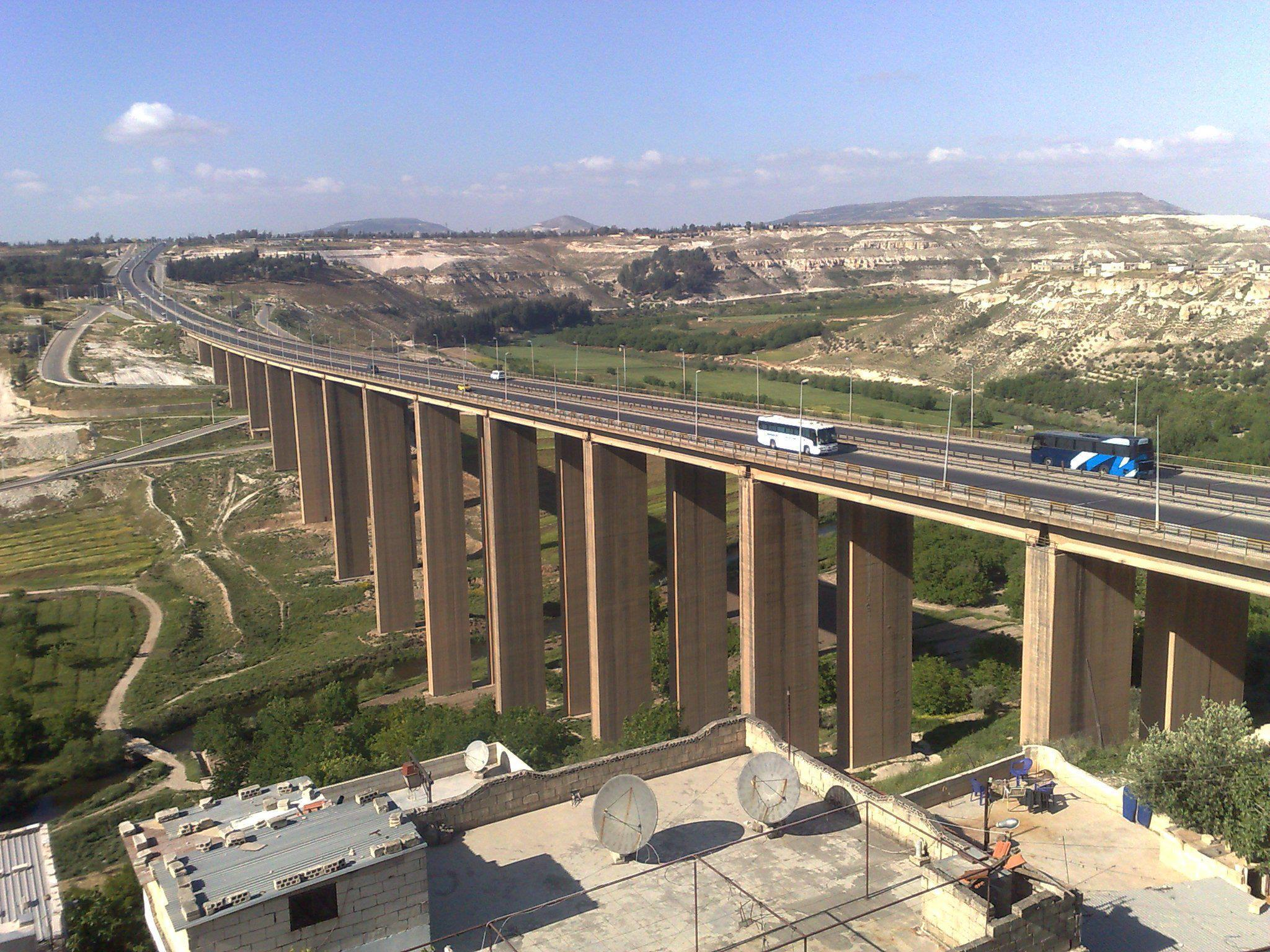
Le pont Al-Rastan, qui a été endommagé par une frappe aérienne des forces aérospatiales russes visant à empêcher l'avancée de l'Armée nationale syrienne (ANS).

Des groupes militants locaux ont capturé le bataillon du génie de l'AAS à la périphérie d'al-Rastan, où ils ont acquis des véhicules militaires et des munitions. Les avions de guerre alignés sur l'ARS ont mené une dizaine de frappes ciblant la périphérie nord d'al-Rastan et les zones entourant le pont principal reliant Hama à Homs. L'AAS a également frappé les positions rebelles à Talbiseh avec des tirs d'artillerie et des missiles pour la première fois depuis plusieurs années. Les autorités de l'AAS ont installé des barrières le long de l'autoroute M5 à l'approche de Talbiseh afin d'isoler Rastan et Talbiseh de la ville de Homs et éviter une nouvelle défaite militaire au cours de cette offensive rebelle de 2024. Un important convoi de l'AAS de plus de 200 véhicules transportant des armes et des munitions a été redirigé vers la ville de Homs pour renforcer les positions dans le district d'Al-Waer et à proximité des établissements d'enseignement militaire.  Pour tenter d'arrêter l'avancée des rebelles, les forces aérospatiales russes ont lancé une frappe aérienne sur le pont Al-Rastan de l'autoroute M5, qui relie Homs et Hama sur une liaison nord-sud du pays. 
Le 6 décembre 2024, les forces de l’opposition ont capturé Al-Rastan, Talbiseh et Al-Dar al-Kabirah et se sont approchées des faubourgs de Homs. Pendant ce temps, les forces pro-gouvernementales se sont retirées de plusieurs villes de la banlieue nord de la ville, notamment Teir Maalah, Al-Zaafaraniyah, Al-Majdal, Deir Ful, Asilah, Farhaniyya, Al-Wazi'iya Al-Ghasibiyya, Al-Makramiyya et Izz al-Din,. Dans l'après-midi, les forces pro-gouvernementales se seraient retirées complètement de Homs en direction de la ville de Lattaquié, seuls quelques hommes armés pro-gouvernementaux restant dans les quartiers à majorité chiite de la ville,. Le ministère syrien de la Défense a démenti ces informations. Les forces gouvernementales ont lancé une frappe aérienne contre le pont Al-Rastan sur l'autoroute Homs-Hama, connue sous le nom d'autoroute M45, dans le but de couper Hama et Homs des forces de l'opposition et également de ralentir l'avancée des rebelles,. Des frappes aériennes sur la banlieue est de Homs ont tué 20 civils. 
Les forces pro-gouvernementales ont déployé « d’importants renforts » près de la ville de Homs ce jour-là et dans la nuit du 7 décembre 2024. De son côté, le Hezbollah envoie un petit nombre de ses hommes à Homs afin de servir de « forces de supervision ». 
Le 7 décembre 2024, les rebelles dirigés par HTS avaient atteint les abords de la ville de Homs au milieu de violents combats. Dans l'après-midi, Reuters a rapporté que les rebelles étaient entrés dans les banlieues de la ville par le nord et l'est. Dans la nuit du 7 au 8 décembre, ils prennent le contrôle total de Homs et de Qousseir,. À la prison centrale de Homs, ils libèrent plus de 3 500 détenus.  